# 康科德鎮區 (明尼蘇達州道奇縣)
康科德鎮區（英語：Concord Township）是位於美國明尼蘇達州道奇縣的一個行政鎮區。

## 地方資料
康科德鎮區的面積為95.45平方千米，當中陸地面積為95.44平方千米，而水域面積為0.01平方千米。根據2020年美國人口普查的數據，當地共有人口561人，而人口密度為每平方千米5.88人。